# Pipettebold
En pipettebold er en støbt gummibold som bruges til at suge væsker op i pipetter. En pipettebold bruges til at suge væske op i en glaspipette. Det er et sikkerhedsredskab, da det ellers er fristende at suge væske op med munden, med fare for at få kemikaliedampe i lungerne og kemikalier eller smittefarligt materiale i munden.
En simpel pipettebold er et lille aflangt stykke hult gummi med hul i den ene ene. Den klemmes ned over pipetten, og bolden trykkes sammen inden pipetten føres ned i væsken. Nå der lettes på trykket dannes der undertryk og væske suges op i pipetten.
Den lidt mere avancerede pipettebold har tre støbte ventiler. Denne pipettebold fungerer ved at man trykker på bolden hvorved luften i bolden klemmes ud af bolden igennem ventilen i toppen. Derefter sættes pipettebolden ned over enden af pipetten og man trykker med fingrene på ventilen der vender ned mod pipetten. Ventiler fungerer på den måde at den åbner mekanisk når der trykkes på den og derved trækkes der luft ind af den ventil man trykker på, og væsken suges op i pipetten. Ved tryk på den tredje ventil tømmes pipetten igen.